# Смирнов, Алексей Всеволодович
Алексе́й Все́володович Смирно́в (1923—2000) — советский биолог, детский писатель, автор научно-популярных книг по биологии, предназначенных для детей, кандидат сельскохозяйственных наук.

## Биография
Алексей Смирнов родился в 1923 году в Красноярске. В школьные годы он увлекался туристическими походами, путешествовал по знаменитому заповеднику Столбы и другим живописным местам долины Енисея.
Начало Великой Отечественной войны застала Алексея Смирнова в Москве. Три месяца работал на рытье противотанковых рвов в Смоленской области, затем добровольцем участвовал в обороне Москвы. Принимал участие в боях на Калининском, 1-м Украинском, Донском фронтах. Окончил войну в Болгарии.
После войны учился в Сибирском лесотехническом институте в Красноярске, защитил диссертацию в Институте леса Академии наук СССР на степень кандидата сельскохозяйственных наук. После этого Алексей Смирнов работал в Восточно-Сибирском отделении Академии наук СССР, а также в Иркутском государственном университете, где преподавал ботанику.
Алексей Смирнов много путешествовал, принимая участие в различных экспедициях: изучал природу различных регионов СССР, Кубы, Индии, Африки, Австралии, Новой Зеландии. В ходе путешествий писал заметки в дневнике, на основе которые потом сочинял рассказы о растительном царстве.
В 1957 году вышла первая книга Алексея Смирнова — «Тайна сибирских лесов». Этот сборник рассказов был отмечен на Всероссийском конкурсе Министерства просвещения СССР. Затем были написаны: «Охотники за грибами», «В джунглях Хамар-Дабана», «Дары Зелёного Океана», «Морской змей и маленькая хлорелла» и другие. Трижды издавалась книга «Лес».